# Michael Hutter (Maler)

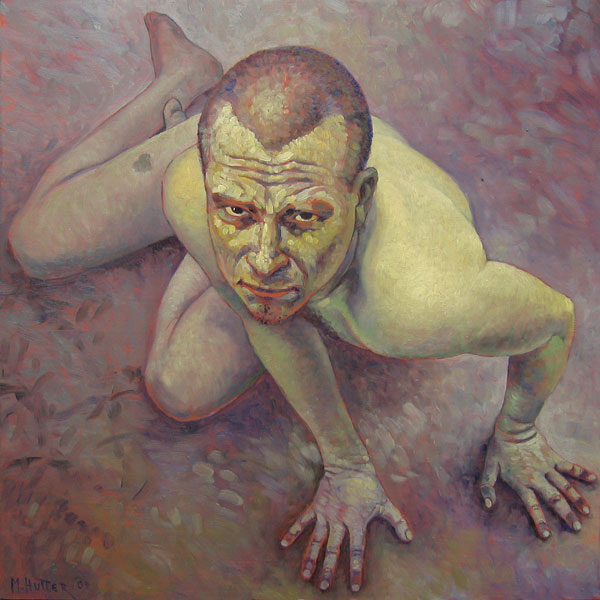
Selbstporträt "Selbst, kauernd", 2004 (Privatbesitz)

Michael Hutter (* 26. Dezember 1963 in Dormagen) ist ein deutscher Maler, Illustrator und Autor.
Von 1983 bis 1986 war er Schüler in der Klasse von Prof. Karl Marx an der Fachhochschule Köln. Seit 1986 nimmt er an Ausstellungen teil, seit 1984 gab es auch Einzelausstellungen seiner Ölbilder, Druckgrafiken und digitalen Arbeiten in Deutschland, Österreich und Belgien. Seine meist abgründig erotischen Bilder illustrieren zahlreiche Fantasy-Bücher und Heavy-Metal-Plattencover. Für die Zeitschrift Legacy gestaltete er mehrmals die Cover der Heft-CDs.

## Veröffentlichungen
- Der Rattenfänger und andere Bildergeschichten (Benecke Verlag, Köln 1991)
- Drei Moritaten von Melchior Grün (Eigenverlag 2001)
- Melchior Grün. Fünf Moritaten. Erzählt und gezeichnet von Michael Hutter. (Luftschiff-Verlag, Bodenheim 2011, ISBN 978-3-942792-01-1)